# Jiřina Bartůňková
Jiřina Bartůňková, rozená Zumrová (* 5. února 1958 Praha), je česká lékařka a vědecká pracovnice. Společně s Terezií Fučíkovou patří k zakladatelkám oboru klinická imunologie. Od roku 1995 působila jako přednostka Ústavu imunologie 2. lékařské fakulty Univerzity Karlovy a Fakultní nemocnice v Motole a od 2000 jako proděkanka pro rozvoj 2. lékařské fakulty Univerzity Karlovy.

## Životopis

### Mládí a studium
Jiřina Zumrová se narodila v Praze. Její otec Josef Zumr působil ještě ve svých dvaadevadesáti letech ve Filosofického ústavu Akademie věd České republiky. Matka Jiřina Zumrová (1928–2021) pracovala jako překladatelka a redaktorka v Odeonu. Dětství sestry Jiřina a Hana Zumrovy prožily ve společnosti osobností jako byl například rodinný přítel Bohumil Hrabal.
Po ukončení základní devítileté školy s rozšířenou výukou jazyků (1964–1973), maturovala s vyznamenáním na Gymnáziu Nad Štolou (1973–1977). Zde složila státní zkoušky z ruštiny a francouzštiny. Hovořila též anglicky a italsky. V letech 1977–1983 studovala na Fakultě všeobecného lékařství Univerzity Karlovy v Praze. V rámci studia získala cenu rektora za vynikající studijní výsledky a v roce 1982 absolvovala stipendijní pobyt na italské univerzitě v Messině.

### Profesní životopis
V roce 1983 nastoupila na Oddělení klinické imunologie Fakulty všeobecného lékařství Univerzity Karlovy. Zde potkala svoji celoživotní mentorku a přítelkyni Terezii Fučíkovou.  V roce 1989 složila atestaci z vnitřního lékařství I. stupně a v roce 1990 obhájila kandidátskou disertační práci na téma Fagocytární dysfunkce v klinické praxi.  Pro její další profesní směřování byl důležitý studijní pobyt v Paříži v roce 1990 na Oddělení dětské imunologie, hematologie a revmatologie (Service d´Immunologie et hématologie pédiatrique) v pařížské Neckerově dětské nemocnici (l’Hopital Necker-Enfants Malades). Zde měla možnost poznat problematiku imunodeficitů, geneticky podmíněných poruch imunitního systému, projevující se převážně v dětském věku.
Jako odborná asistentka Oddělení klinické imunologie 1. lékařské fakulty Univerzity Karlovy (1989–1995) v roce 1991 úspěšně atestovala z klinické imunologie a alergologie. Spolupracovala s profesorem Janem Starým a dalšími odborníky na systematické a komplexní péči o pacienty s vrozenými poruchami imunity v oblasti diagnostiky i léčby. Patřila k týmu, který provedl první transplantaci kostní dřeně u dítěte s vrozeným imunodeficitem v Česku. V roce 1995 byla jmenována přednostkou Ústavu imunologie 2. lékařské fakulty Univerzity Karlovy a Fakultní nemocnice v Motole. V roce 1995 obhájila habilitační práci na téma Úloha polymorfonukleárních leukocytů u imunopatologických stavů. Doktorskou (DrSc.) disertační práci Diagnostický a patogenetický význam protilátek proti cytoplasmě neutrofilů (ANCA) obhájila v roce 2001. Od 1. května 2003 byla jmenována profesorkou v oboru imunologie.
Mezi lety 2003–2005 absolvovala studium na Pražské mezinárodní manažerské škole při Vysoké škole ekonomické v Praze. Obhájila závěrečný projekt Motivační nástroje pro pracovníky lékařských fakult a metody hodnocení výkonu intelektuální činnosti a získala titul Master of Business Administration (MBA).
Od roku 2000 je přednostkou Ústavu imunologie 2. lékařské fakulty Univerzity Karlovy a Fakultní nemocnice v Motole. S blízkou spolupracovnicí a přítelkyní profesorkou Annou Šedivou vybudovaly pracoviště významné nejen v České republice, ale i v evropském měřítku. Na základě konceptu oboru klinické imunologie, který vycházel ze spolupráce s profesorkou Fučíkovou, se ústav stal součástí diagnostiky a péče o pacienty s autoimunitními nemocemi. Také konziliárně spolupracuje s klinickými pracovišti, kde je řešen stav pacientů například po transplantaci kostní dřeně nebo transplantaci plic.
Profesorka Bartůňková napsala více než sto dvaceti vědeckých prací. Napsala řadu imunologických učebnic pro studenty i klinické imunology. S profesorem Václavem Hořejším vydali učebnici Základy imunologie. Dílčím oblastem oboru klinická imunologie věnovala monografie Autoimunita: vnitřní nepřítel, Imunodeficience a Laboratorní metody v imunologii. Ve vedení 2. lékařské fakulty Univerzity Karlovy působila jako proděkanka a byla členkou vědecké rady fakulty a také ve vědecké radě Univerzity Karlovy.
Podílela se na výzkumu v oblasti nádorové imunologie, který vedl v roce 2010 skupinu PPF k založení firmy Sotio, ve které působí jako předsedkyně dozorčí rady.

### Členství a funkce v domácích vědeckých orgánech
- Česká společnost pro alergologii a klinickou imunologii České lékařské společnosti J. E. Purkyně (místopředsedkyně)
- Česká imunologická společnost (členka výboru, předsedkyně komise pro výuku imunologie 1994–1997)
- ESID (European Society for Immunodeficiency)
- FOCIS Centrum Excellence – ředitelka českého centra (Federation of Clinical Immunology Societies)
- Česká lékařská akademie[4]
- Učená společnost České republiky

### Ocenění
- 1983 Cena rektora za vynikající studijní výsledky
- 1987 Best scientific poster na konferenci ESAO, Brusel (spoluautorka)
- 1997 Cena Janssen-Cilag za nejlepší publikaci (spoluautorka)
- 1999 Cena Dr. Lišky za nejlepší publikaci v oboru klinické imunologie a alergologie za rok 1998 (učebnice Základy imunologie, Hořejší V., Bartůňková J., Triton, Praha 1998)
- 2003 Nejlepší kazuistika v časopisu Alergie (Cena Schering Plough), Vernerová E., Bartůňková J., Serotoninový syndrom. Alergie 5, 2003,4:334-335
- 2004 Nejlepší původní práce v časopisu Alergie (Schering Plough), Špíšek R., Brázová J., Rožková D., Zapletalová K., Šedivá A., Bartůňková J., Vliv klinicky užívaných   imunomodulancií na maturaci dendritických buněk. Alergie, 2004;6(1):11-16.
- 2005 Cena CZEDMA za pokrok v oblasti laboratorního testování pomocí in vitro diagnostik, Bartůňková J, Tesař V, Šedivá A., Diagnostic and pathogenetic role of antineutrophil cytoplasmic  autoantibodies. Clin Immunol. 2003 Feb;106(2):73-82.

- 2007 Cena časopisu Alergie za nejlepší přehledný článek (Autoimunita a Alergie), Bartůňková J., Kayserová J., Autoimunita a alergie – jin a jang imunopatologie

- 2007 Cena Institutu postgraduálního vzdělávání ve zdravotnictví za soubor publikační činnosti
- 2008 cena ČIS Granátový imunoglobulin za dlouhodobý vědecký přínos v oboru imunologie
- 2008 Cena Dr. J. Lišky za nejlepší publikaci v oboru alergologie a klinická imunologie v kategorii monografie za publikaci Imunodeficience
- 2009 Cena ředitele Fakultní nemocnice v Motole za Počin roku 2008 (projekt nádorových vakcín)
- 2015 Cena Vladimíra Zavázala za přínos alergologii a klinické imunologii
- 2017 Cena Milady Paulové – ženy ve vědě
- 2018 Stříbrná pamětní medaile Univerzity Karlovy v Praze[4]